# Nii Ayikoi Otoo
Nii Ayikoi Otoo ist ein ghanaischer Jurist und Politiker. Er war unter Präsident John Agyekum Kufuor Justizminister und Generalstaatsanwalt in dessen zweiter Amtszeit von 2005 bis April 2006. Sein Amtsnachfolger wurde Joe Ghartey, Amtsvorgänger war Papa Owusu-Ankomah. Otoo war ohne Parteizugehörigkeit in das Amt ernannt worden. Otoo studierte Jura an der Universität von Ghana, unter anderem als Student von Tsatsu Tsikata.